# Damian Salas
Damian Salas (1975) is een Argentijns professioneel pokerspeler. Hij won het Main Event (het $10.000 World Championship No Limit Hold'em-toernooi) van de World Series of Poker 2020 en daarmee de officieuze wereldtitel pokeren. Salas wist het toernooi te winnen door tijdens de heads-up Joseph Hebert te verslaan. 
In zijn carrière heeft Salas meer dan $5.238.000,- bij elkaar gewonnen in toernooien. Verreweg het grootste deel komt van zijn 31 WSOP winsten. Tijdens de World Series of Poker 2017 wist hij ook al de finaletafel van het Main Event te behalen en eindigde op een 7de plaats.

## WSOP bracelets
| Jaar                       | Event                                        | Prijs      |
| -------------------------- | -------------------------------------------- | ---------- |
| World Series of Poker 2020 | $10.000 No Limit Hold 'em World Championship | $2.550.969 |